# Safonovo
Safonovo (Russo: Сафоново), é uma localidade urbana localizada no Oblast de Murmansque, Rússia, na península de Kola. Em 2010 a população da cidade era de 5.255 habitantes.